# Детская художественная школа (Обнинск)
Де́тская худо́жественная шко́ла (МУ «Детская художественная школа») — муниципальное учреждение дополнительного образования, одна из двух детских художественных школ города Обнинска.

## Общие сведения
К 2007 году школу закончили 2450 учащихся‚ 400 из которых продолжили образование в профильных училищах и вузах.

## История
- 1955 — Учитель рисования обнинской школы (позже — школы № 1) Н. А. Громадский организовал в Доме культуры ФЭИ изостудию.
- 1956 — Громадский и Е. В. Потёмкин предложили властям Обнинска, только что получившего статус города, создать школу искусств для обучения детей живописи, музыке, балету. Предложение не получило поддержки, но осенью того же года в Обнинске была создана детская музыкальная школа во главе с Потёмкиным.
- 1960 — Громадский оставляет школу № 1 и полностью сосредоточивается на развитии изостудии.
- 1962 — В детской музыкальной школе, располагавшейся в то время в бывшем здании школы № 1, было создано художественное отделение с одним классом и одним преподавателем в лице Громадского.
- 1963 — Громадский пригласил преподавать в художественное отделение детской музыкальной школы А. А. Тихонову и, несколько позже, Т. Ф. Кашину и А. Л. Космачёва. Директор детской музыкальной школы Потёмкин уехал из Обнинска, с новым директором у Громадского не сложились отношения, и идея объединённой школы искусств сошла на нет.
- 1964 — В Обнинске создана первая детская художественная школа, директором назначен Громадский.[1]
- 1966 — Школу окончил первый выпуск: Н. Ашварина, А. Григорьев, С. Гудков, Н. Казаков, Н. Киреева, И. Малютина, Г. Маухина, И. Могильнер, А. Нестерова, В. Норин, Н. Цыран, Г. Черевань[2].
- 1967 — Громадский, желая построить для школы новое здание, добился только перепрофилирования ранее запроектированной пристройки к школе № 7. Громадский пригласил преподавать в школу Б. Т. Шаванова.
- 1968 — Громадский публично отказался использовать труд учеников детской художественной школы для оформления наглядной агитации и был вынужден уйти с должности директора.
- 1969 — Вступила в строй перепрофилированная для нужд детской художественной школы пристройка к школе № 7, в которой художественная школа находится поныне.
- 1993 — Директором школы стал Б. Т. Шаванов.
- 2005 — Школа вошла в 16 лучших художественных школ России за коллекцию учебных работ по рисунку и живописи[1].

## Директора
- 1964—1968 — Громадский, Николай Александрович[3]
- Кашина, Тамара Фёдоровна[4][5]
- 1993—2000 — Шаванов, Борис Трифонович[4]
- 2000 — по настоящее время — Сизова, Надежда Петровна

## Преподаватели
- Астальцов, Юрий Егорович[4]
- Гордионок Олеся Николаевна — заместитель директора по учебной части.
- Гущина Галина Петровна — заместитель директора.
- Космачёв, Алексей Лукич[5]
- Мишина, Наталья Викторовна (р. 1962) — преподавала в школе в 1993—2006 гг.[6]
- Орлова, Людмила Павловна
- Петров, Дмитрий Валентинович (р. 1958) — преподавал в школе в 1980—1987 гг.[7]
- Сизова, Надежда Петровна[4]
- Тихонов, Алексей Александрович[4]
- Тихонова, Александра Александровна[5]
- Тихонова, Вера[4]
- Трушкин, Василий Михайлович (р. 1958)[8]
- Шаванов, Борис Трифонович (1939—2000)[4]
- Шахрай, Владимир[4]
- Шубина, Тамара[4]

## Известные ученики
- Аксёнов, Владимир Васильевич (р. 1957) — советский и российский резчик по дереву, художник, педагог. Автор деревянной подвижной скульптуры «Хвастун видал, как медведь летал» (1977), получившей распространение и тиражируемой без его авторства. Автор современного графического воплощения герба Белгорода (1999). Учился в ДХШ у Алексея Космачёва, Александра Шубина, Алексея Тихонова в 1966—1973 годах, после чего поступил в Абрамцевское художественно-промышленное училище на отделение резьбы по дереву. Живёт и работает в Белгороде[9].
- Ашварина, Ольга Владимировна — советский и российский архитектор. Главный архитектор города Обнинска в 2002—2010 годах.[1].
- Вольфсон, Павел Семёнович (р. 1955) — советский и российский художник, педагог. Ученик Т. Ф. Кашиной.[10]
- Григорьев, Алексей Станиславович (1949—2002) — советский и российский скульптор, график.[7][11]
- Китаева, Наталья Владимировна (р. 1961) — советский и российский художник-график.[7]
- Копылов, Сергей — советский и российский художник, дизайнер, педагог[7].
- Лапина, Ольга Ивановна (р. 1959) — советский и российский архитектор. Главный архитектор Обнинска (с 2012)[12].
- Мишина, Наталья Викторовна (р. 1962) — российская художница-керамист, живописец, педагог.[1].
- Петров, Дмитрий Валентинович (р. 1958) — советский и российский художник, фотограф, педагог. Учился в школе в 1968—1972 годах, затем в 1972—1975 годах учился в классах художника-педагога Алексея Тихонова.[7]
- Романова, Тамара Юрьевна (р. 1975) — российский художник. Окончила школу в 1990 году.[13]
- Стасевич, Александр Михайлович (1954—2010) — советский и российский художник, пейзажист. Учился у А. Л. Космачёва, Т. Ф. Кашиной, Б. Т. Шаванова.[14] Окончил ДХШ в 1970 году.
- Трушкин, Василий Михайлович (р. 1958) — советский и российский художник, педагог, предприниматель[1][7].
- Шубин, Александр Павлович (р. 1947) — советский и российский художник-график. Заслуженный художник Российской Федерации.[1] Учился у Н. А. Громадского[5].
- Шубина, Тамара — советский и российский художник-график[7].